# Ivo Goldstein
Ivo Goldstein (em hebraico: איבו גולדשטיין; Zagreb, 16 de março de 1958) é um historiador, autor e embaixador da Croácia. Goldstein recebeu a Ordem de Danica Hrvatska (2007) e o Prêmio Cidade de Zagreb (2005). 

## Biografia

### Educação
Ivo Goldstein se formou no Ginásio Clássico de Zagreb e em 1976 matriculou-se em estudos de graduação em História na Faculdade de Humanidades e Ciências Sociais da Universidade de Zagreb, onde se formou em 1979. 
Em 1988, ele recebeu seu doutorado pela Faculdade de Filosofia da Universidade de Belgrado, na então República Socialista da Sérvia, constituinte da Iugoslávia.  Sua tese de doutorado foi intitulada "Bizâncio no Adriático de Justiniano I a Basílio II (séculos VI-IX)″.  Em três ocasiões distintas, ele passou períodos mais longos de estudo no exterior ou de pesquisa na prestigiosa Escola de Estudos Avançados em Ciências Sociais de Paris (1981/1982), na Universidade Nacional e Capodistriana de Atenas (1987/1988) e no Imre Kertész Kolleg da Universidade de Jena (2011). 

### Vida religiosa
Ele é ex-presidente da Bet Israel, uma comunidade judaica em Zagreb, que ele fundou com seu pai, o historiador Slavko Goldstein. Ambos estão envolvidos na reconstrução da Sinagoga de Zagreb. 

## Carreira acadêmica e política

### Carreira acadêmica
Em 1980, Goldstein foi nomeado estagiário assistente na Faculdade de Humanidades e Ciências Sociais do departamento de história medieval.  Defendeu o mestrado em 1984 sob o título ″Critérios historiográficos de Procópio de Cesareia″.  Desde 2001 é professor titular na Faculdade de Humanidades e Ciências Sociais de Zagreb. Sua área de especialização é a história de Bizâncio e da Croácia na Idade Média, especialmente no início da Idade Média, bem como a história dos judeus na Croácia e a história da Croácia no século XX.  Ao longo dos anos, ele também lecionou na Universidade de Osijek, na Universidade de Rijeka, na Universidade de Split e na Universidade de Mostar.  Goldstein é um colaborador permanente do Instituto de Lexicografia Miroslav Krleža, onde é o editor principal para todo o campo da história desde 2003. 

### Embaixador na França e na UNESCO
Em 2012, Goldstein foi nomeado embaixador da Croácia na França e na UNESCO.   Em 2017, os seus mandatos como embaixador em França e delegado permanente da Croácia na UNESCO terminaram  quando foi sucedido pelo diplomata profissional Filip Vučak.

## Obras
- Bizant na Jadranu (1992)
- Hrvatski rani srednji vijek (1995)
- Croatia: A History (1999) [London: Hurst & Company]
- Holokaust u Zagrebu (2001)
- Židovi u Zagrebu 1918.-1941. (2005)
- Europa i Sredozemlje u srednjem vijeku (2006)
- Hrvatska 1918.-2008.(2008)
- Tito (2015)
- The Holocaust in Croatia (2016)
- Kontroverze hrvatske povijesti 20. stoljeća (2019)